# Svobodné Dvory
Svobodné Dvory (niem. Swinar) – część miasta ustawowego Hradec Králové. Znajduje się w północno-zachodniej części miasta. Mieszka tutaj na stałe około 2 tys. osób.